# Michail Krivonosov
Michail Petrovič Krivonosov (in russo Михаил Петрович Кривоносов?; Kričev, 1º maggio 1929 – Kričev, 11 novembre 1994) è stato un martellista sovietico.

## Biografia
Ai Giochi olimpici di Melbourne 1956 arrivò secondo alle spalle dello statunitense Harold Connolly, lanciando 63,03 m. Fu campione europeo nel 1954 e detenne, per sei volte, il record mondiale della disciplina.

## Record del mondo

### Seniores
- Lancio del martello: 63,34 m ( Berna, 29 agosto 1954)
- Lancio del martello: 64,33 m ( Varsavia, 4 agosto 1955)
- Lancio del martello: 64,52 m ( Belgrado, 19 settembre 1955)
- Lancio del martello: 65,85 m ( Nal'čik, 25 aprile 1956)
- Lancio del martello: 66,38 m ( Minsk, 8 luglio 1956)
- Lancio del martello: 67,32 m ( Tashkent, 22 ottobre 1956)

## Palmarès
| Anno | Manifestazione  | Sede      | Evento              | Risultato | Prestazione | Note            |
| ---- | --------------- | --------- | ------------------- | --------- | ----------- | --------------- |
| 1954 | Europei         | Berna     | Lancio del martello | Oro       | 63,34 m     | Record mondiale |
| 1956 | Giochi olimpici | Melbourne | Lancio del martello | Argento   | 63,03 m     |                 |
| 1958 | Europei         | Stoccolma | Lancio del martello | Argento   | 63,78 m     |                 |